# Tepexpan-Mensch

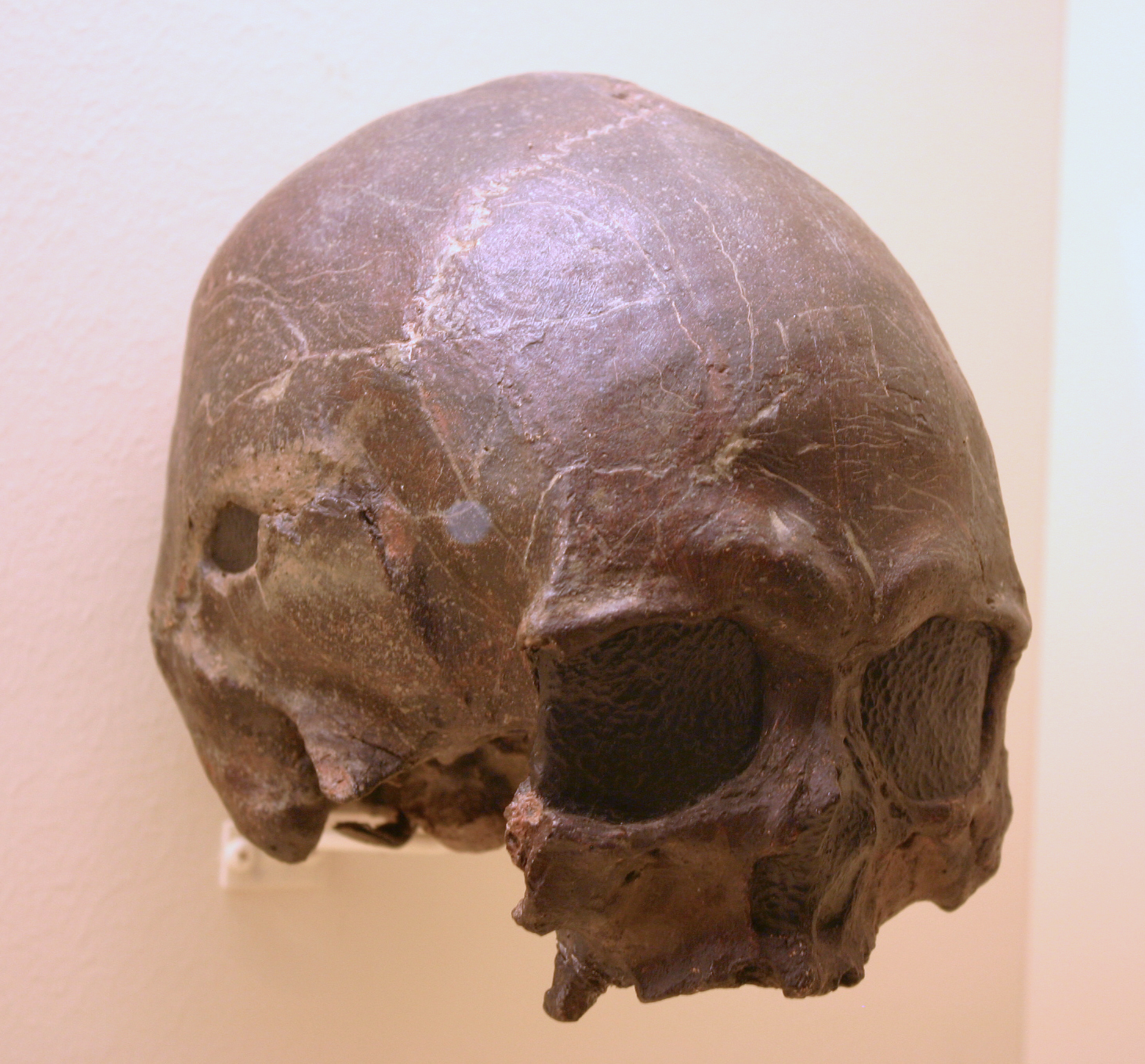
Tepexpan 1, Replik

Tepexpan-Mensch ist der Name des Skeletts eines Menschen aus der präkolumbischen Ära. Es wurde im Februar 1947 von dem Archäologen Helmut de Terra am Ufer des ehemaligen Texcoco-Sees in Zentralmexiko entdeckt. Das Skelett wurde in der Nähe von Mammutüberresten gefunden und auf ein Alter von mindestens 10.000 Jahren geschätzt. Gefunden wurde es mit dem Gesicht nach unten, den Armen unter der Brust und den Beinen bis zum Bauch hochgezogen. Der Körper ist höchstwahrscheinlich im Schlamm versunken, wobei die Schultern, Rücken und Hüfte frei lagen, was erklären könnte, weshalb diese Teile fehlen. Es ist möglich, dass der Körper ursprünglich im See abgelegt wurde.

## Untersuchung

### Alter
Alluviale Ablagerungen, die von Schichten aus Calciumcarbonat, Sedimenten des Sees und neueren Ablagerungen überdeckt waren, datierten den Ort, an dem das Skelett gefunden wurde, auf  ein Alter von 8.000 bis 10.000 Jahren. Bei Ausgrabungen wurden in der Nähe des Skeletts Überreste von fünf Mammuts gefunden und mit Obsidianen in Verbindung gebracht. Daher wurde das Alter des Skeletts auf über 10.000 Jahre geschätzt. Jahre später untersuchten Forscher das Skelett erneut und datierten die Überreste mithilfe der Radiokarbonmethode. Das Skelett des Tepexpan-Menschen wurde anhand dieser Untersuchung auf ein Alter von etwa 2.000 Jahren geschätzt. Silvia Gonzalez, Professorin für Geoarchäologie an der Liverpool John Moores University, nutzte Uran-Isotope zur Bestimmung des Alters. Die Ergebnisse ergaben ein Alter von 4.700 Jahren. Sie argumentierte, dass eine Kontamination der Überreste zu falschen Radiokarbondaten geführt habe. Andere Kritiker behaupteten, dass der Tepexpan-Mensch zu einer späteren Zeit in Material aus dem Pleistozän begraben wurde.
Einer Analyse zufolge, die 1947 im The Science Newsletter veröffentlicht wurde, war der Mensch zum Zeitpunkt seines Todes mindestens 40 Jahre alt. Das wurde mithilfe der Suturen und der Epiphysenfuge bestimmt.

### Geschlecht
In seinem vorläufigen Bericht vermerkte Helmut de Terra, dass „die anderen Knochen in Verbindung mit dem Schädel darauf hinweisen, dass die Person männlichen Geschlechts war.“ Die Ergebnisse einer DNA-Analyse lassen aber darauf schließen, dass es sich um eine Frau handelte.

### Verletzungen
Der Tepexpan-Mensch hat eine verheilte Fraktur an der rechten Ulna (Elle). Wegen der Nähe zu den Mammutüberresten vermutete de Terra, dass der Tepexpan-Mensch ein Jäger war, der bei der Jagd getötet oder tödlich verletzt wurde. The Science Newsletter behauptete aufgrund von Kalkablagerungen an den Halswirbeln, die Person habe an einem steifen Hals gelitten. Die Ablagerungen deuten darauf hin, dass sie Arthritis hatte.

### Anderes
The Science Newsletter beschrieb den Tepexpan-Menschen 1947. Er habe „einen hochkuppeligen, dünnwandigen Schädel“ gehabt, der „ein Gehirn von der Größe eines heutigen Indianergehirns“ enthalten habe. Die Autoren beschrieben eine „stabil gebaute“ Kinnlinie, „auffällige“ Stirnkämme und ein „markantes Kinn“, was ihn von frühen Neandertalern unterscheide. Es fanden sich lediglich drei Zähne im Oberkiefer. Die Backenzähne im Unterkiefer hatte er bereits vor seinem Tod verloren, was durch die Heilung und Glättung der Alveolen belegt werden konnte. Aus dem Unterkiefer sind die Schneidezähne, Eckzähne und Prämolaren in einem akzeptablen Zustand erhalten.

## Umgebung des Texcoco-Sees
Gonzalez rekonstruierte mithilfe von Sedimenten und Fossilien den Texcoco-See zur Zeit des Tepexpan-Menschen. Sie analysierte Sand, Ton und Vulkanasche sowie Fossilien von Kieselalgen und Ostrakoden. Demnach war der Teich zu dieser Zeit tief, voller Fische und von Bäumen umgeben. In den letzten 20.000 Jahren hat sich die Umgebung jedoch stark verändert, unter anderem durch Vulkanausbrüche, wechselnde Wasserstände und unterschiedliche Vegetationen. Diese Veränderungen der Umwelt hatten auch Auswirkungen auf die dort lebende Bevölkerung. Heute ist der See nahezu ausgetrocknet. Er liegt am südöstlichen Rand von Mexiko-Stadt.
AMS-Radiokarbondaten des Isotops 14C ergaben als Alter der Sedimente 612±22 bis 19.110±90 Jahre. Die neuere Uranuntersuchung erbrachte als Ergebnis ein Alter von 4.700±200 Jahren, womit das Skelett dem Holozän zuzuordnen wäre. Die Sedimentfolgen wurden mit Isotopenuntersuchung, anhand der Kieselalgen, mit Methoden der organischen Geochemie und mittels Tephrochronologie untersucht. Die Ergebnisse deuten darauf hin, dass es rund um den See große Veränderungen hinsichtlich des Gleichgewichts von Wasser- und Landpflanzen, C3- und C4-Pflanzen sowie Salz- und Süßwasser gab. Hinzu kommen vulkanische Aktivitäten und Einträge aus Einzugsgebieten des späten Pleistozän und Holozän. Diese Veränderungen hatten auch großen Einfluss auf die prähistorische menschliche Bevölkerung, die zu dieser Zeit rund um den See lebte.